# ديفيد غراي (لاعب كريكت)
ديفيد غراي (19 يونيو 1922 في المملكة المتحدة - 9 نوفمبر 2003 ببرستل في المملكة المتحدة) (بالإنجليزية: David Gray)‏ هو لاعب كريكت بريطاني (وحمل سابقاً جنسية المملكة المتحدة لبريطانيا العظمى وأيرلندا). لعب مع نادي مقاطعة ساسكس للكريكت ‏ ونادي جامعة كامبريدج للكريكيت ‏.

## وصلات خارجية
- ديفيد غراي على موقع إي آس بي آن كريك إنفو (الإنجليزية)